# کتلین بیدلس
کتلین بیدلس (انگلیسی: Kathleen Beedles) تهیه‌کننده تلویزیونی اهل بریتانیا است.
از فیلم‌ها یا مجموعه‌های تلویزیونی که وی در آن‌ها نقش داشته‌است، می‌توان به خیابان کورونیشن، هالیوکس، ایست‌اندرز و تپش قلب اشاره نمود.